# Manerbio
Manerbio ist eine norditalienische Stadtgemeinde (comune) mit 13.448 Einwohnern (Stand 31. Dezember 2023) in der Provinz Brescia in der Lombardei. Die Gemeinde liegt etwa 20 Kilometer südwestlich von Brescia, etwa 25 Kilometer nordöstlich von Cremona und etwa 75 Kilometer ostsüdöstlich von Mailand. 1997 wurde der Ort zur Stadt erhoben. Durch das Gebiet der Gemeinde fließt die Mella.
Bis etwa 1700 gehörte Manerbio zum Herrschaftsbereich Venedigs.

## Verkehr
Manerbio liegt an der Autostrada A21 und hat einen eigenen Anschluss. Die Gemeinde hat ferner einen Bahnhof, der von Zügen auf der Bahnstrecke Brescia–Cremona bedient wird. Durch die Gemeinde führt ferner die Strada statale 45 bis Gardesana Occidentale von Cremona nach Trient.

## Persönlichkeiten
- Roberto Baronio (* 1977), Fußballspieler
- Daniele Baselli (* 1992), Fußballspieler
- Federico Bonazzoli (* 1997), Fußballspieler
- Felice Bonetto (1903–1953), Automobilrennfahrer
- Giacomo Capuzzi (1929–2021), Bischof von Lodi
- Valentina Cernoia (* 1991), Fußballspielerin
- Giordano Piccinotti (* 1975), römisch-katholischer Ordensgeistlicher, Präsident der Güterverwaltung des Apostolischen Stuhls

## Sport
Die ATP Challenger Tour macht in Manerbio (Antonio Savoldi–Marco Cò – Trofeo Dimmidisì) Station.
2010 fand ein CSIO-YR-Turnier (Springreiten) in Manerbio statt.
Jährlich findet in Manerbio das NRHA European Derby statt, eines der größten europäischen Reining-Turniere für 4–7-jährige Pferde.
Die FEI-Europameisterschaften im Reining fanden 2005 in Manerbio (6.–8. Mai 2005) statt.